# Siis
Siis (o Tsis) è un'isoletta delle Isole Caroline. Amministrativamente è una municipalità del Distretto Nomoneas Meridionali, di Chuuk, uno degli Stati Federati di Micronesia.
Ha 504 abitanti (Census 2008).